# The Nitty Gritty Dirt Band
The Nitty Gritty Dirt Band is een Amerikaanse countryrockband, die werd opgericht in 1966 en meer dan 30 albums heeft uitgebracht. De band heeft sinds de oprichting in Long Beach (Californië) in verschillende vormen bestaan. De bezetting van de band heeft in de loop der jaren minstens een dozijn veranderingen ondergaan, waaronder een periode van 1976 tot 1981 toen de band optrad en opnam als The Dirt Band.
Constante leden sinds de begintijd zijn zanger-gitarist Jeff Hanna en drummer Jimmie Fadden. Multi-instrumentalist John McEuen was van 1966 tot 1986 bij de band en keerde in 2001 terug, bleef 16 jaar en vertrok weer in november 2017. Toetsenist Bob Carpenter kwam in 1977 bij de band. Velen vinden dat de band van essentieel belang is geweest voor de vooruitgang van de hedendaagse country- en rootsmuziek.
Successen van de band omvatten een coverversie van Mr. Bojangles van Jerry Jeff Walker. Albums omvatten Will the Circle be Unbroken uit 1972, met traditionele countryartiesten als Maybelle Carter, Earl Scruggs, Roy Acuff, Doc Watson, Merle Travis en Jimmy Martin. Het vervolgalbum Will the Circle Be Unbroken: Volume Two op basis van hetzelfde concept werd uitgebracht in 1989, kreeg goud, won twee Grammy Awards en werd uitgeroepen tot Album van het Jaar bij de Country Music Association Awards.

## Bezetting
Leden The Nitty Gritty Dirt Band
- Jeff Hanna (1966-heden, gitaar, mandoline, wasbord, zang)
- Bruce Kunkel (1966-1967, gitaar, kazoo, zang)
- Jimmie Fadden (1966-heden, gitaar, mondharmonica, washtub-bas, jug, zang)
- Jackson Browne (1966, gitaar, zang)
- Les Thompson (1966-?, gitaar, mandoline, zang)
- Ralph Barr (1966-?, gitaar, klarinet, zang)
- John McEuen (1966-?, banjo, gitaar, mandoline, washtub-bas)
- Chris Darrow (1967-1968, gitaar, mandoline, fiddle, zang)
- Jimmy Ibbotson (?-1975, gitaar, keyboard, drums, accordeon, zang)
- Bernie Leadon (1987-1988, gitaar, banjo, mandoline, dobro, zang)
- Jim Photoglo (2016-heden, basgitaar, akoestische gitaar, achtergrondzang)
- Jaime Hanna (2018-heden, gitaar, achtergrondzang)
- Ross Holmes (2018-heden, fiddle, mandoline, achtergrondzang)

Leden The Dirt Band
- John Cable (1976-1977, gitaar, basgitaar, zang)
- Jackie Clark (1976-1977, gitaar, basgitaar, piano, zang)
- Al Garth (?-1981, saxofoon, fiddle, keyboard, percussie, zang)
- Merel Bregante (?-1980, drums, percussie)
- Richard Hathaway (?-1982, basgitaar, zang)
- Bob Carpenter (1981-heden, keyboard, accordeon, zang)
- Michael Buono/Michael Gardner (1980-1981, drums)
- Vic Mastrianni (1981-1982, drums)
- Bryan Savage (1981-1982, saxofoon)

## Geschiedenis

### De jaren 1960
In mei 1966 ontmoetten bovenstaande muzikanten elkaar regelmatig in McCabe's Guitar Shop in Long Beach en besloten om een band op te richten. Na enkele liveoptredens kreeg de band een platencontract. Het debuutalbum Nitty Gritty Dirt Band en het navolgende album Ricochet verschenen in 1967. De single Buy for Me the Rain haalde de Amerikaanse top 40 van de pophitlijst. De band trad voor de eerste keer op in The Tonight Show van Johnny Carson.
Van 1967 tot 1968 nam de band de albums Rare Junk en Alive op en verbleef vier maanden in het Whitman National Forest in Oregon om mee te werken aan de opnamen voor de western Paint Your Wagon met Clint Eastwood en Lee Marvin. Ze hadden optredens als voorband bij Bill Cosby in de Carnegie Hall en gaven jamsessies met Dizzy Gillespie.
In 1969 ging de band naar Colorado om de albums Uncle Charlie (1970) en All the Good Times (1971) op te nemen. In plaats van Ralph Barr, Bruce Kunkel en Browne waren dan John McEuen en Jimmy Ibbotson van de partij. De single Mr. Bojangles kon zich plaatsen in de top 10 van de pophitlijst.

### De jaren 1970
In 1971 waagde de band de sprong weg van de folkrock en begaf zich naar een opnamesessie naar Nashville. De daar heersende countrymuziek-industrie blokkeerde vooreerst hun voornemen om het traditionele akoestische geluid te mengen met rock-elementen. De band deed uiteindelijk afstand van elektronische instrumenten en nodigde talrijke fameuze bluegrass- en countryartiesten uit, waaronder Earl Scruggs, Maybelle Carter, Merle Travis en Roy Acuff als gastmuzikant. In zes dagen namen ze 33 nummers op, die in 1972 verschenen op het drie-album set Will the Circle be Unbroken. Ondanks de dimensie werd het album een bestseller en werd genomineerd voor twee Grammy Awards en onderscheiden met platina. De band ging ook op tournee, onder andere in Japan.
Tijdens de eerste helft van de jaren 1970 brachten ze verdere albums uit. Hun fans waren afkomstig uit verschillende bereiken. In 1974 speelde de band tijdens een bluegrassfestival, voordat ze de volgende dag optraden in het voorprogramma van de rockband Aerosmith. In 1976 mocht de band als eerste Amerikaanse band optreden in de toenmalige Sovjet-Unie. Een registratie van hun dertig dagen durende tournee op de staatstelevisie aldaar werd gevolgd door 145 miljoen toeschouwers.
In 1977 vervoegde zich Bob Carpenter bij The Dirt Band, zoals ze tussentijds werden genoemd. De bezetting werd in de loop der jaren steeds weer licht gewijzigd. De sound verplaatste zich nu duidelijk richting countrypop, zoals de song American Dream met Linda Ronstadt uit 1979, die zich plaatste in de pophitlijst (#13).

### De jaren 1980
Ze brachten verder regelmatig albums uit, maar deden eerder van zich spreken met liveoptredens, zoals bij de openingsfestiviteit van de Olympische Zomerspelen 1984 in Los Angeles en een jaar later bij hun tweede USSR-tournee.
In 1985 had de band hun eerste nummer 1-titel Long Hard Road in de countryhitlijst. In 1986 verliet John McEuen de band en in 1987 vervoegde het voormalige lid van The Eagles Bernie Leadon zich bij hen. De band die intussen weer de oude naam had aangenomen, bracht hun 19e album Hold On uit met de beide nummer 1-hits Fishin' in the Dark en Baby's Got a Hold on Me. Er volgden opnieuw vele tv-optredens en een Europese tournee. Ook het volgende album Workin' Band bevatte drie top 10-singles.
In 1989 keerde de band terug naar Nashville om met Hanna, Fadden, Ibbotson en Carpenter het album Will the Circle Be Unbroken, Vol. II op te nemen. Bij de oorspronkelijke gastmuzikanten kwamen nog Johnny Cash, Bruce Hornsby, John Hiatt, Roger McGuinn en Emmylou Harris. Het album werd niet alleen commercieel succesvol, maar leverde de band ook nog twee Grammy Awards en de Country Music Award op voor «Album of the Year». 

### De jaren 1990
Tijdens de jaren 1990 bleef de band trouw aan de countrymuziek, toerde door de Verenigde Staten en bracht verdere platen uit. Tijdens de late jaren 1990 maakte de band een uitgebreide tournee door Canada, Japan en Europa. 

### De jaren 2000
Het succes van de soundtrack voor de film O Brother, Where Art Thou? leidde in 2000 opnieuw tot grote navraag naar hun eerste Circles-album. Na de remastering van de oorspronkelijke opnamen keerde medeoprichter John McEuen in 2001 na een afwezigheid van 14 jaar terug op het oude nest en in 2002 produceerden ze het album Will The Circle Be Unbroken, Vol. III.
Eind 2004 verliet Jimmy Ibbotson de band en in hetzelfde jaar bracht de band het album Welcome to Woody Creek uit, hun eerste studioalbum na vijf jaar. In 2005 kreeg de band een Grammy Award voor het beste country-instrumentale nummer Earl's Breakdown. In 2005 stuurde de band de song Soldier's Joy bij voor de benefiet-cd Too Many Years ter ondersteuning van Clear Path International, een initiatief tegen de inzet van landmijnen en ter ondersteuning van de slachtoffers. In oktober 2006 werd de band geëerd door de International Entertainment Buyers Association ter gelegenheid van het 40-jarig bestaan. In 2009 verscheen het album Speed of Life, waarmee de band in november van hetzelfde jaar op tournee ging.
In september 2015 namen Hanna, Fadden, Carpenter en McEuen de jubileum-cd/dvd Circlin' Back – Celebrating 50 Years live op in het Ryman Auditorium in Nashville. Tijdens de show traden onder andere Vince Gill, Jerry Jeff Walker, Alison Krauss, Rodney Crowell en de voormalige Dirt Band-leden Jackson Browne en Jimmy Ibbotson op. Het album verscheen in 2016 ter gelegenheid van het 50-jarig bestaan van de band en plaatste zich aan de top van de Amerikaanse bluegrass-hitlijst. In november 2017 maakte John McEuen zijn afscheid uit de band bekend.

## Onderscheidingen
- 1989: CMA Award voor Will the Circle Be Unbroken Vol. II als Album of the Year.
- 1989: Grammy Awards voor Will The Circle Be Unbroken Vol. II als Best Country Collaboration with Vocals en The Valley Road als Best Bluegrass Recording en Co-producing Best Country Instrumental
- 2004: Grammy Awards voor Earl's Breakdown als Best Country Instrumental (met Earl Scruggs, Randy Scruggs, Jerry Douglas en Vassar Clements)
- 2015: Opname in de Colorado Music Hall of Fame

## Discografie

### Singles
- 1967:	Buy for Me the Rain
- 1970:	Mr. Bojangles
- 1971:	House at Pooh Corner
- 1971: Some of Shelly's Blues
- 1972:	Jambalaya (On the Bayou) (origineel Hank Williams, 1952)
- 1974:	Battle of New Orleans
- 1975:	(All I Have to Do Is) Dream (origineel The Everly Brothers, 1958)
- 1978:	In for the Night (als The Dirt Band)
- 1979:	An American Dream (als The Dirt Band met Linda Ronstadt)
- 1980:	Make a Little Magic (als The Dirt Band met Nicolette Larson)
- 1981:	Fire in the Sky (als The Dirt Band) - pas in 1987 in de countryhitlijst
- 1983:	Dance Little Jean
- 1983: Shot Full of Love
- 1984:	Long Hard Road (The Sharecropper's Dream)
- 1984: I Love Only You
- 1985:	High Horse
- 1985: Modern Day Romance
- 1985: Home Again in My Heart
- 1986:	Partners, Brothers & Friends
- 1986: Stand a Little Rain
- 1987:	Baby's Got a Hold on Me
- 1987: Fishin' in the Dark
- 1987: Oh What a Love
- 1988:	Workin' Man (Nowhere to Go)
- 1988: I've Been Lookin'
- 1988: Down That Road Tonight
- 1989:	Turn of the Century
- 1989: And so It Goes
- 1989: When It's Gone
- 1990:	From Small Things (Big Things One Day Come)
- 1990: You Made Life Good Again
- 1992:	I Fought the Law
- 1992: One Good Love
- 1998:	Bang Bang Bang

### Albums
- 1967:	The Nitty Gritty Dirt Band (Liberty Records)
- 1967: Ricochet (Liberty Records)
- 1968:	Rare Junk (Liberty Records)
- 1969:	Alive (Liberty Records)
- 1970:	Uncle Charlie & His Dog Teddy (Liberty Records)
- 1971: All the Good Times (United Artists Records)
- 1972:	Will the Circle Be Unbroken (United Artists Records)
- 1974:	Stars & Stripes Forever (live-album, United Artists Records)
- 1975:	Dream (United Artists Records)
- 1976:	Dirt, Silver and Gold (compilatie, United Artists Records)
- 1978:	The Dirt Band (als The Dirt Band) - (United Artists Records)
- 1979:	An American Dream (als The Dirt Band) - (United Artists Records)
- 1980:	Make a Little Magic (als The Dirt Band) - (United Artists Records)
- 1981:	Jealousy (als The Dirt Band) - (Liberty Records)
- 1983:	Let's Go (Liberty Records)
- 1984:	Plain Dirt Fashion (Warner Bros. Records)
- 1985:	Partners, Brothers and Friends (Warner Bros. Records)
- 1986:	Twenty Years of Dirt (Warner Bros. Records)
- 1987:	Hold On (Warner Bros. Records)
- 1988:	Workin' Band (Warner Bros. Records)
- 1988: More Great Dirt (Warner Bros. Records)
- 1989:	Will the Circle Be Unbroken: Volume Two (Universal Records)
- 1990:	The Rest of the Dream (MCA Records)
- 1990: Live Two Five (Capitol Records)
- 1992:	Not Fade Away (Liberty Records)
- 1994:	Acoustic (Liberty Records)
- 1997:	The Christmas Album (Rising Tide)
- 1999:	Bang, Bang, Bang (Dreamworks)
- 2002:	Will the Circle Be Unbroken: Volume Three (Capitol Records)
- 2004:	Welcome to Woody Creek (Dualtone)
- 2009:	Speed of Life (NGDB)
- 2016:	Circlin' Back – Celebrating 50 Years (Warner Bros. Records)
- 2017:	Anthology (Capitol Records)

### NPO Radio 2 Top 2000
| Nummer met noteringen in de NPO Radio 2 Top 2000 | '99  | '00  | '01-'02 | '03  |
| ------------------------------------------------ | ---- | ---- | ------- | ---- |
| Mr. Bojangles                                    | 1122 | 1514 | -       | 1834 |

1. ↑  Een '-' betekent dat het nummer niet was genoteerd en een vetgedrukt getal geeft de hoogste notering aan.
2. ↑  Deze tabel is bijgewerkt tot en met de meest recente editie (2024).